# Mikhaïl Zouïev
Pour les articles homonymes, voir Zouïev.
Mikhaïl Aleksandrovitch Zouïev (en russe : Михаил Александрович Зуев) est un aviateur soviétique, né le 18 juin 1918 et mort le 14 mai 1981. Pilote de chasse et as de la Seconde Guerre mondiale, il est distingué par le titre de Héros de l'Union soviétique.

## Biographie
Mikhaïl Zouïev est né le 18 juin 1918 à Erchovo, dans l'actuelle oblast de Saratov. Il s'engagea dans l'Armée rouge en 1937 et suivit les cours du collège militaire de l'Air d'Engels, recevant son brevet de pilote en 1940.
Il participa à la guerre sur le Front de l'Est dès juin 1941 et c'est au cours des combats aériens qui se déroulèrent au-dessus de Stalingrad, de septembre à décembre 1942, qu'il connut une certaine renommée, abattant huit appareils allemands, au cours de 46 missions et 25 combats aériens, effectués en 103 jours. Après avoir été gravement blessé, le 8 décembre 1942, en abattant un Junkers Ju 52, et passé plusieurs mois à l'hôpital, il fut promu au grade de kapitan (capitaine), en 1943, et prit le commandement d'une escadrille du 73.GuIAP (régiment de chasse aérienne de la Garde) sur le front du sud, se distinguant plus particulièrement lors des combats de Marioupol et de Kharkov. Il termina la guerre au sein de cette prestigieuse unité d'élite.
À l'issue du conflit il demeura dans l'armée, recevant successivement le commandement d'un régiment, puis d'une division aérienne. Il prit sa retraite comme polkovnik (colonel) en 1957. Il vécut ensuite et travailla à Kiev, en RSS d'Ukraine. 
Il est décédé le 14 mai 1981 à Kiev, où il est enterré au cimetière Baïkov.

## Palmarès et décorations

### Tableau de chasse
Mikhaïl Zouïev est crédité de 16 victoires homologuées, dont 12 individuelles et 4 en coopération, obtenues au-cours de 335 missions de guerre et 63 combats aériens.

### Décorations
- Héros de l'Union soviétique le 4 février 1944 (médaille no 1282) ;
- Ordre de Lénine ;
- Deux fois décoré de l'ordre du Drapeau rouge ;
- Ordre d'Alexandre Nevski ;
- Ordre de la Guerre Patriotique de 1re classe ;
- Ordre de l'Étoile rouge.